# Melanophryniscus spectabilis
Melanophryniscus spectabilis es una especie de anfibios de la familia Bufonidae.
Se encuentra en Argentina, Brasil y posiblemente Paraguay.
Su hábitat natural incluye bosques secos tropicales o subtropicales, sabanas húmedas, praderas inundadas en algunas estaciones y a baja altitud y ríos intermitentes.
Está amenazada de extinción.